# Codex Washingtonianus
De Codex Washingtonianus of Codex Washingtonensis (Gregory-Aland no. W of 032, von Soden ε 014) is een 5e-eeuws bijbelhandschrift op perkament. Het is geschreven in unciaal-hoofdletters.

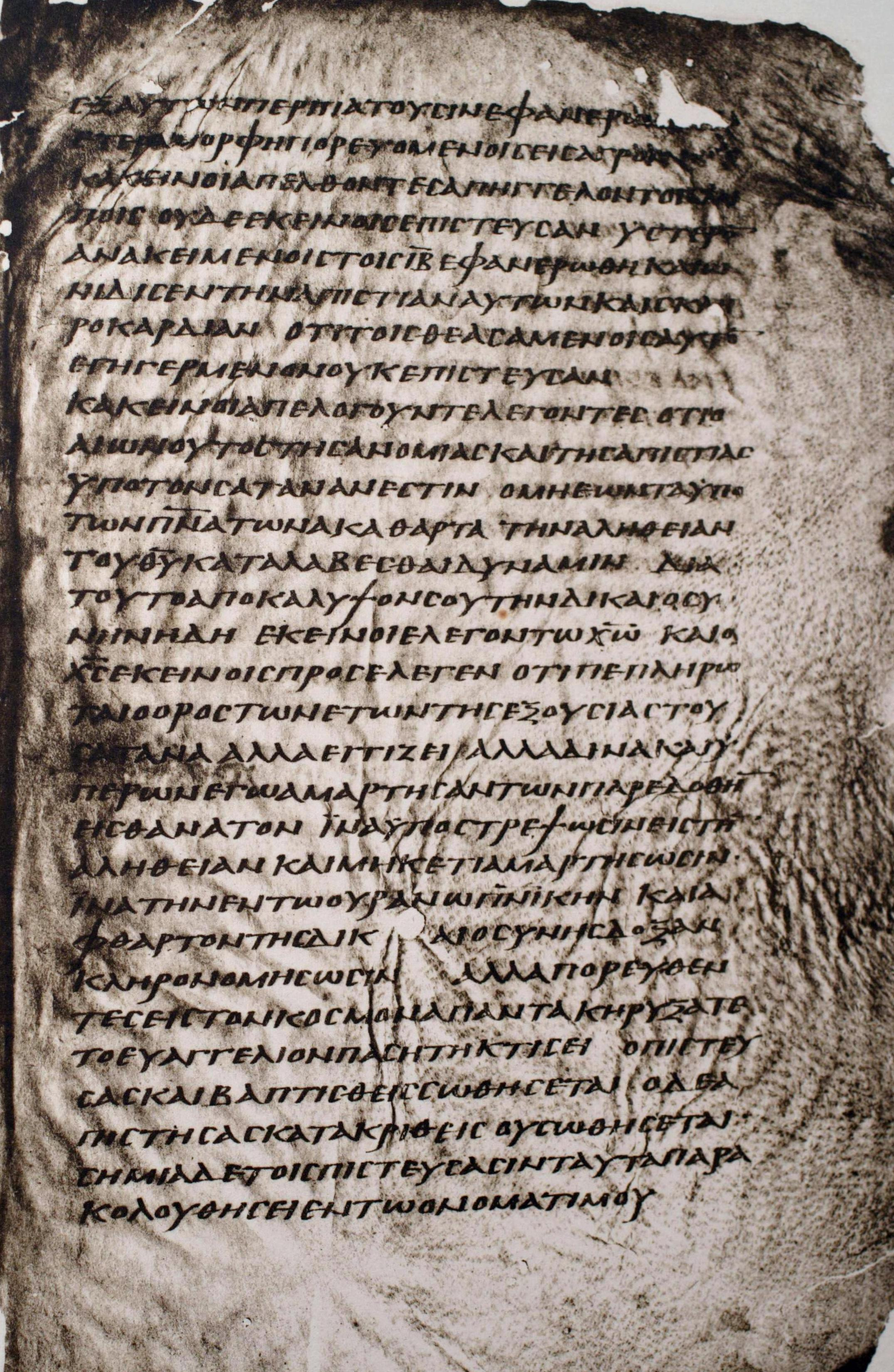
Mark 16:12-17 met het Freer Logion

## Beschrijving
Deze codex bevat de tekst van de vier Evangeliën met een aantal lacunes (Markus 15:13–38; Johannes 14:26–16:7). De tekstgedeelten van Matteüs 4:21-22; Lucas 22:43-44; Johannes 5:4; 7:53-8:11 komen er niet in voor. De gehele Codex Washingtonianus bestaat uit 187 bladen (20,75 × 13,75 cm).. De tekst is geschreven in een kolom per pagina, 30 regels per pagina
De evangeliën staan, net als in de Codex Bezae, in "westelijke" volgorde: Matteüs, Johannes, Lucas en Marcus.
De nomina sacra zijn geschreven in verkorte vorm: ΘΣ ΚΣ ΧΡΣ ΙΣ ΠΝΑ ΑΝΟΣ ΠΗΡ ΜΗΡ ΥΣ ΔΑΔ (ΔΔ eenmaal) ΙΗΛ (en eenmaal: ΙΣΡΛ).
De Codex Washingtonianus heeft een eclectische tekst. Kurt Aland plaatste de codex in Categorie III.
- Matteüs 1-28; Luke 8:13 – 24:53 – Byzantijnse tekst;
- Marcus 1:1–5:30 – Westerse tekst vergelijkbaar met de Oud-Latijnse versies;
- Marcus 5:31 – 16,20 – Caesareaanse tekst, lijkt verwant aan p45;
- Lucas 1:1 – 8:12, en Johannes 5:12 – 21:25 – Alexandrijnse tekst;
- Johannes 1:1 – 5:11 – gemengd met wat Alexandrijnse en westelijke lezingen. Deze tekst werd in de 7e eeuw toegevoegd, waarschijnlijk als vervanging voor beschadigde tekst.[2]

### Freer logion
Deze codex geeft in Marcus 16 het lange slot van het Evangelie volgens Marcus (16:9-20) en bovendien tussen 16:14 en 15 het zogenaamde Freer logion :
En zij verontschuldigden zich, terwijl zij zeiden: deze tijd van wetteloosheid en ongeloof ligt onder Satan, die Gods kracht en waarheid niet de overhand laat krijgen over de zaken van de onreine geesten. Openbaar ons daarom nu uw gerechtigheid. Zo spraken zij tot Christus. En Christus antwoordde hen: De maat van de jaren van Satans heerschappij is volgemaakt, maar andere vreselijke dingen komen dichterbij. Ik ben overgegeven in de dood voor zondaars, opdat zij terugkeren naar de waarheid en niet meer zouden zondigen, opdat zij de geestelijke en onvergankelijke heerlijkheid van de gerechtigheid die in de hemel is zouden beërven.
Deze tekst is alleen bekend van dit handschrift en van een citaat door Hiëronymus.

## Geschiedenis
Het codex werd gekocht door Charles Lang Freer op een reis naar Egypte in november 1906.
Het handschrift bevindt zich in het Instituut (06. 274) in Washington.